# Ильчі Мундок
Ильчí Мундо́к (кор. 을지문덕, 乙支文德, Eulji Mundeok, Ŭlji Mundŏk; 2-га половина VI — 1-ша половина VII століття) — державний діяч і полководець давньокорейської держави Когурьо, організатор ряду перемог над китайськими (суйськими) завойовниками в коґурьосько-суйських війнах, автор найдавнішої корейської поезії, що збереглася до наших часів, «Ильчі Мундок Хансі».

## Біографія
Ильчі Мундок народився близько 550 року і помер після 618 року, але точні дати його життя невідомі. Відомостей про його біографію теж не дуже багато, та й більшість із них записані приблизно через тисячу років після його життя. Історична праця «Хедон мьонджанджон» (кор. 해동명장전, 海東名將傳, «Літопис знаменитих корейських полководців»), написаний у XVIII столітті за правління династії Чосон, говорить про його народження в горах Сокда (石多山) біля Пхеньяну. На час його народження, королівство Когурьо було багатою і войовничою державою, котре постійно воювало зі своїми сусідами — китайськими царствами на півночі та заході й корейськими державами Силла і Пекче відповідно на північному сході й північному заході від себе.
Ильчі Мундок (деякі корейські вчені вважали, що «ильчі» (乙支/을지) в його імені — вказівка на якийсь титул або палацовий ранг Когурьо) був високоосвіченою для свого часу людиною, котра володіла також і політичним, і військовим вченням. Він зробив успішну кар'єру й врешті-решт піднявся до посту старшого міністра (Манніджи) Когурьо.
У ці часи, у внутрішніх війнах трьох корейських держав підтримувався певний баланс сил, що зберігався до 668 року, коли Сілла в союзі з імперією Тан не почала переважати, а держава Когурьо припинила своє існування. У 589 році династія Суй знову об'єднала Китай після більш ніж трьох століть, що пройшли з розпаду імперії Хань. Імперія Суй почала проводити активну зовнішню політику, в тому числі вимагала у 596 році від Когурьо розриву всіх союзів із тюрками, зупинення набігів на прикордонні райони імперії Суй і визнання Суй своїм сюзереном. У відповідь у 597 році когурьоський правитель Йонянхо в союзі з племенами мукрі вторгся на суйську територію в районі сучасної провінції Хебей, що, в свою чергу, вилилося в похід у 598 році суйських сил на Когурьо. Напад був відбитий когурьоськими військами не без допомоги дуже сильних дощів та шторму на морі.

##### Битва на річці Сальсу
В 604 році на престол династії Суй зійшов імператор Ян-ді. Дізнавшись про таємні перемовини Когурьо зі східнотюркськими племенами, він надсилає королю Йоняну вимогу персонально з'явитися і схилитися перед імперією Суй, а не отримавши бажаної відповіді, починає готувати нове вторгнення. Для нового походу на Коґурьо він зібрав величезне військо: «Книга Суй» стверджує, що в районі Пекіна зібралося 1,13 мільйона мобілізованих солдат і більше двох мільйоні вдопоміжних військ; виступ армії з місця збору зайняло 40 днів, а її колони розтягнулися на 400 км. Але когурьоська армія, не вступаючи у бій, відступила за ріку Ляохе.
Коли суйська армія підійшла до Ляохе, то лід вже зійшов. Було наказано побудувати три мости, але вони виявилися надто короткими, і коли суйські війська пішли ними в атаку, то потрапили до коґурьоської засідки та були відкинуті. Але мости були подовжені, суйські війська форсували Ляохе і приступили до осади когурьоських кріпостей. Перед походом Ян-ді заборонив генералам приймати самостійні рішення про передислокацію військ і вимагав запитувати в нього дозволу на будь-які переміщення. Але військова ситуація змінювалася, а суйські війська в результаті наказів Ян-ді не могли чинити у відповідності до змін, тому до літа 612 року жодна з когурьоських фортець в Маньчжурії не була взята. Тоді Ян-ді вирішив змінити стратегію і, не витрачаючи сил на взяття фортець у Маньчжурії, відправити армію та флот просто на коґурьоську столицю. Морем було відправлено близько 200 тисяч солдат; ще 305 тисяч пішло суходолом. Когурьосці ж, у свою чергу, вирішили не вступати відкрито у бій із суходольною армією, а зберігати свої війська, після чого нападати. Тоді на чолі когурьоської армії генерал Кан Ісік поставив Ильчі Мундока, котрий вступав у бій із суйцями, дотримуючись тактики «7 боїв — 7 поразок», часом ідучи до ворожого табору з неправдивими повідомленнями про здачу міст і намагаючись дізнатися ситуацію в китайському війську.
Флот досяг ріки Тедонган першим. Адмірал Лай Хуні намагався взяти місто самостійно, але потрапив до коґурьоської засідки, яку влаштував генерал Конму. Він залишив на березі коштовності, на які звернули увагу суйські моряки. Підчас битви один з одним за здобич, їх раптово атакували когурьосці, тому флот був вимушений відступити та чекати сухопутних сил. Суходільні війська, пересуваючись ворожою територією, були змушені нести з собою все продовольство (оскільки когурьосці перехоплювали транспорти з Китаю), і коли армія, що сильно зменшилася від голоду, дезертирства та постійних атак з боку когурьосців, підійшла до Пхеньяну, то генерали Юй Чжунвень і Юйвень Шу прийшли до висновку, що із залишком війська Пхеньян не взяти. Коли суйська армія, що відступала, почала переправлятися через змілілу ріку Сальсу (нині Чхончхонґан), за наказом Ильчі Мундока була зруйнована зведена раніше вище за течією дамба, і багато суйських солдатів потонули. Залашки суйської армії були атаковані когурьосцями, котрі, згідно хронікам, гнали розбитого ворога 200 км. Із 305-тисячної армії повернулося всього близько 2,7 тисяч чоловік.
В останні два роки Ян-ді знову намагався направити війська для підкорення Когурьо, але не досяг результату і був змушений погодитися із запропонованим Йонянхо миром. При цьому безславна війна з її величезними втратами (в сумі близько 3 мільйонів чоловік) призвела в імперії Суй до широкого народного виступу проти правлячої династії, а згодом і до смерті імператора в місті Цзянду від рук офіцера стражі Лінху Сінда (令狐行達) і проголошенню нової династії Тан. За часів останніх навал імперії Суй на Когурьо Ильчі Мундок управляв захистом фортеці Сін (біля сучасного міста Фушунь) і помер через кілька років після цього.

## Пам'ять про Ильчі Мундока

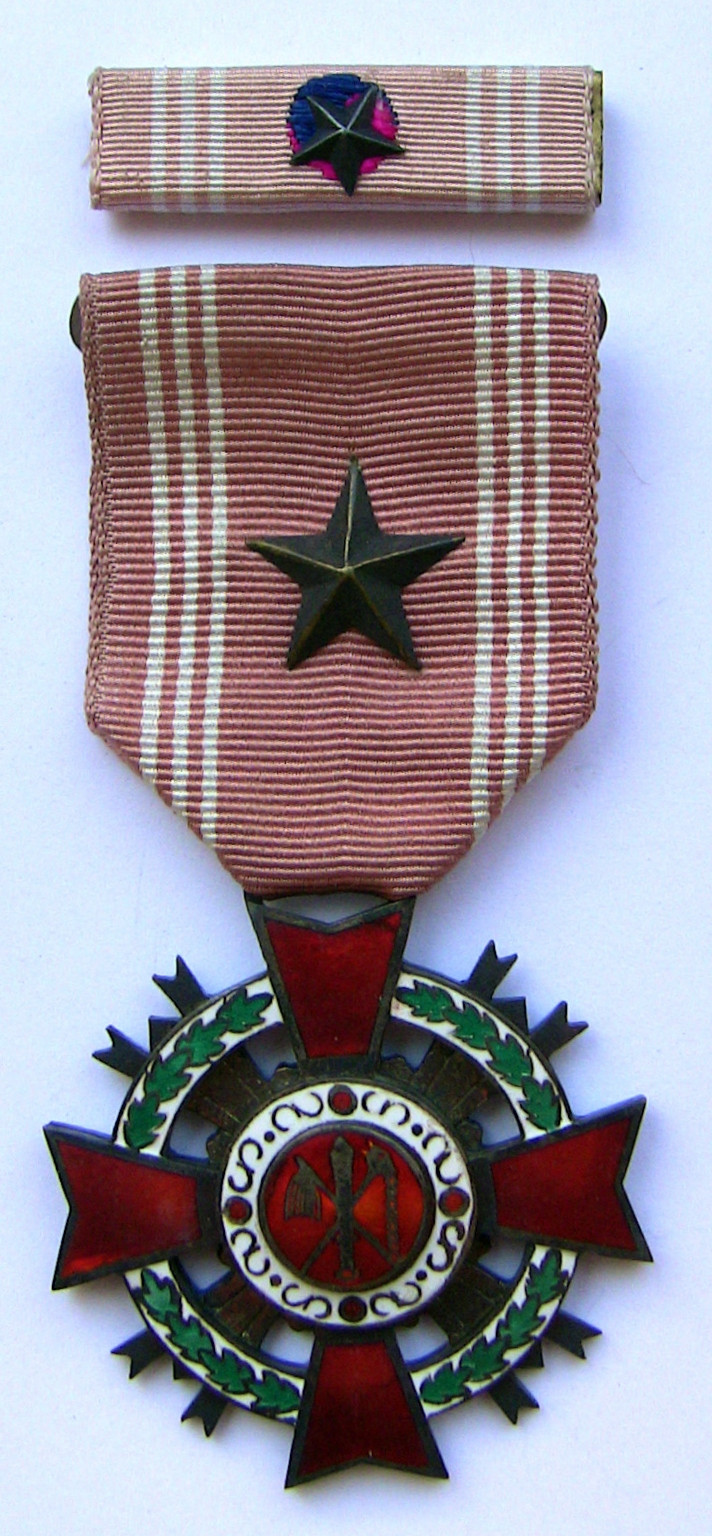
Медаль Ильчі зі срібною зіркою зразка 1952—1963 років (нагорода Едвіна А. Досса, США)

Як полководець, що зумів за рахунок своїх лідерських і тактичних навичок перемогти сили, що переважали когурьоські у багато разів, і відбити суйський напад, Ильчі Мундок протягом усієї письмової історії Кореї відзначається як її найбільш видатний військовий лідер.
Мундок розглядається як найвеличніший герой Кореї вже в найстаршому збереженому до наших днів літописі корейської історії «Самґук саґі» (кор. 삼국사기, 三國史記 — «Хроніки трьох королівств»), складеної в 1122—1145 роках групою книжників під керівництвом Кім Бусіка (金富軾) за вказівкою корьоського вана Інджона.
Його коротка саркастична поема, надіслана воєначальнику ворожої армії перед її знищенням, зараз відома як «Ильчі Мундок Хансі» і також вважається найстарішою корейською поезією, що збереглася.
Підчас правління короля Хьонджона епохи Корьо, недалеко від Пхеньяну було встановлене святилище, присвячене Ильчі Мундоку. Після зміни династій, в епоху Чосон він залишався не менш вшанованим. Про нього неодноразово позитивно згадували як вчений і чиновник Ранньої Чосон Ян Сонджи, так і історик сирхакської школи кінця епохи Ан Чонпок. Пізніше, у 1680 році, чосонський король Сукчон наказав поставити ще одне святилище на честь полководця.
У 1908 році, невдовзі після того, як Корея стала колонією Японії, корейський історик і громадський діяч Син Чхехо (1880—1936) провів дослідження життя Ильчі Мундока й опублікував його біографію в контексті національного руху Кореї. У новій історії Кореї Ильчі залишається одним із найбільш значущих корейських героїв; один із найвідоміших корейських істориків ХХ століття Лі Кібек підкреслював, що дії полководця по відбиттю китайських сил у Когурьосько-суйських війнах були одним із ранніх прикладів боротьби корейської держави проти іноземного володарювання.
В новітній історії Кореї на честь Ильчі Мундока названа одна із найголовніших транспортних артерій Сеула — магістраль Ильчіро разом із розташованими на ній кількома странціями 2-ї лінії Сеульського метрополітену, — а також другий ступінь найвищого воєнного ордену Республіки Корея, котру іноді називають просто «Медаль Ильчі».
На честь Ильчі також були названі регулярні вчення армії Південної Кореї, що фокусуються на відбитті потенційної атаки сил КНДР. Вперше вони були проведені під його іменем у 1969 році. Пізніше ім'я було успадковано найбільшими у світі комп'ютеризованими сумісними вченнями Південної Кореї та США Ulchi-Focus Lens, що проводяться кожні 1-2 роки і пізніше перейменовані на Ulchi-Freedom Guardian.

## Ильчі Мундок у масовій культурі
Образ Ильчі Мундока використовувався, щонайменше, у двох історичних серіалах-дорамах корейського телебачення:
- Студія KBS 1TV, 1992—1993 — серіал «Історія трьох королівств» (Самґук Ґі) — роль виконує Кім Ґірхо.
- Студія SBS, 2006—2007 — серіал «Йон Ґесомун» — Лі Чонгіль.